# گلاب پایین
گلاب پایین یک روستا در ایران است که در بخش مرکزی شهرستان سربیشه واقع شده‌است. گلاب پایین ۱۱ نفر جمعیت دارد.